# Huachipaeri
El huachipaeri o wachipairi és una llengua indígena de l'Amazònia peruana, als marges dels rius Madre de Dios i Keros a la regió de Madre de Dios, que pertany a la família harákmbut. També és coneguda com huachipaire, wačipairi i amb el derogatiu mashco. És una llengua en perill. Hi havia 301 parlants el 2000, ara els pobles que l'utilitzaven es passen al castellà, però el 2012 encara el parlaven nens d’unes poques comunitats.